# Irene Kowaliska
Irene Kowaliska (* 6. November 1905 in Warschau; † 13. März 1991 in Rom) war eine aus Polen stammende Malerin, Keramikerin und Textildesignerin, die in Italien lebte und arbeitete.
Irene Kowaliska kam als kleines Mädchen mit ihrer Familie nach Wien, war noch ein Schulmädchen, als sie im Kunsthistorischen Museum in Wien vor einem Mosaik stand und wusste: „Das will ich auch können!“. 1927, mit 22 Jahren, machte sie an der Kunstgewerbeschule in Wien, an der sie Mosaik, Skulptur und Stickerei studierte, ihr Diplom.
Die Inflation der Weltwirtschaftskrise 1929 ließ den Vater verarmen. Irene versuchte, als Kindermädchen und Nachhilfelehrerin zum Lebensunterhalt beizutragen, nahm 1929 einen Posten im Bildarchiv des Ullstein Verlags in Berlin an, wo sie mit Intellektuellen und Künstlern in Kontakt kam. Über Erika Mitterers Freundschaft zu Ina Seidel fand sie in Berlin Anschluss an deren Kreis, freundete sich mit Inas Tochter Heilwig an und begegnete dort überzeugten NS-Funktionären. Sie lernte den Dichter Armin T. Wegner kennen, der wegen seines gegen die Judendiskriminierung protestierenden Briefes an Hitler für Monate ins Gefängnis kam, und den sie später heirateten sollte.
1931 erhielt Irene Kowaliska die Möglichkeit, in einer Töpferei für die Produktion von künstlerischer Keramik in Vietri sul Mare, der „I.C.S.“ (Industria Ceramica Salernitana), die dem deutschen Industriellen Max Melamerson gehörte, zu arbeiten. Fast ohne Geld übersiedelte sie nach Italien. Hier lernte sie Richard Dölker kennen, den künstlerischen Leiter der Fabrik. Weitere Mitarbeiter waren die deutsche Keramikerin Barbara Margarethe Thewalt-Hannasch, die deutsche Malerin Lisel Oppel, der Keramiker Lothar Eglive, der Töpfer Pieschen, die Modellbauerin Hilde Rauberling und lokale Töpfer. Bald wurde ihr gestattet, Gefäße nach eigenen Entwürfen zu gestalten. Die Resonanz auf eine Ausstellung ihrer Objekte in Wien im selben Jahr war so groß, dass sie mit vollen Auftragsbüchern nach Vietri zurückkehrte. Ein eigenes Studio erhielt sie 1932 bei der „ICAM“ (Industria Ceramiche Artistiche Meridionali), die dem Keramiker Vincenzo Pinto gehörte, der mit Mitgliedern der „deutschen Kolonie“ in Vietri zusammen arbeitete.
Zu Studienzwecken reiste Irene Kowaliska nach Sardinien; 1933 wechselte sie an die französische Riviera, wo sie ein kleines Keramik-Labor eröffnete. Aber enttäuscht von den lokalen Brenntechniken kehrte sie nach Vietri sul Mare zurück und setzte ihre Kooperation mit der „ICAM“ fort. 1937 eröffnete sie endgültig eine eigene Werkstatt in Vietri.
Ab 1940 entwickelte sich eine Beziehung zwischen Irene Kowaliska und Armin T. Wegner. Er hatte sich 1936 im benachbarten Positano niedergelassen. Verfolgungsbedingt konnten sie erst 1945 heiraten. Als das Material für die Töpferei knapp wurde, sattelte Irene Kowaliska 1940 auf Stoffdruck um und übersiedelte in ein Zimmer in Rom, das untertags als Wohnung, nachts als Atelier diente. 1941 wurde Michele Wegner, genannt Mischa, der Sohn von A. T. Wegner und Irene Kowaliska, geboren.
Die Familie lebte nun in Positano. Die Werkstatt in Vietri war von Bomben zerstört worden. Irene verkaufte ihre Textilkunst über ihren römischen Partner und über ein kleines lokales Geschäft. 1956 bezog man eine Wohnung in Rom, nunmehr verbunden mit einem ausreichend großen Atelier, in dem nicht nur Stoffe und Billets gedruckt, sondern auch Buchumschläge entworfen, Glasmedaillons mit Ikonenmalerei, Gobelins und Stickereien und Bergamotte-Döschen, in einem von einem sizilianischen Künstler ihr exklusiv überlassenen Verfahren, gefertigt wurden.
Irene Kowaliska nahm mit ihren Werken an vielen Ausstellungen und Messen teil und vertrat Italien weltweit bei Kongressen des „World Crafts Council“. Sie galt als eine der bedeutenden Exponenten, die zur Wiedergeburt der Vietri-Keramik beitrugen.
1978 starb Armin T. Wegner, 1991 starb Irene Kowaliska in Rom.